# Ballard (série télévisée)
Pour les articles homonymes, voir Ballard.
Production
Diffusion
Chronologie
Bosch: Legacy
Ballard est une série télévisée américaine créée par Michael Connelly, Michael Alaimo et Kendall Sherwood. Elle est diffusée depuis le 9 juillet 2025 sur Prime Video dans 240 pays et territoires dans le monde,.
La série s'inscrit dans l'univers des séries Harry Bosch (2014-2021) et Bosch: Legacy (2022-2025), inspirées du personnages de Harry Bosch dans les romans de Michael Connelly.

## Synopsis
L'inspectrice Renée Ballard est nommée à la tête d'une nouvelle division d'affaires non résolues du LAPD. Composée principalement de bénévoles et aux ressources limitées, l'unité est chargée de résoudre des homicides vieux de plusieurs décennies. En rouvrant des enquêtes longtemps en suspens, Ballard découvre un réseau de corruption et de dissimulations qui s'étend jusqu'au cœur du service de police.

## Distribution

### Acteurs principaux
- Maggie Q (VF : Yumi Fujimori) : l'inspectrice Renée Ballard
- Titus Welliver (VF : Éric Herson-Macarel) : Hieronymus « Harry » Bosch
- John Carroll Lynch (VF : Bruno Magne) : Thomas Laffont
- Courtney Taylor (VF : Déborah Claude) : Samira Parker
- Michael Mosley (VF : Thomas Roditi) : Ted Rawls
- Rebecca Field (VF : Annie Milon) : Colleen Hatteras
- Victoria Moroles : Martina Castro
- Amy Hill (VF : Colette Venhard) : Tutu

### Acteurs récurrents
- Ricardo Chavira (VF : Guy Vouillot) : l'inspecteur Robert Olivas
- Alain Uy : Nelson Hastings
- Hector Hugo : le capitaine Berchem
- Noah Bean : le conseiller Jake Pearlman

Source : selon les cartons de doublage apparaissant sur Prime Video.[réf. nécessaire]

### Invités
- Jamie Hector dans le rôle de l'inspecteur Jerry Edgar, un détective du LAPD, reprenant son rôle dans Bosch et Bosch : Legacy
- Stephen A. Chang dans le rôle de Maurice « Mo » Bassi, l'expert en technologie de Bosch reprenant son rôle dans Bosch: Legacy
- Mimi Rogers dans le rôle d'Honey Chandler, procureur de district de Los Angeles, reprenant, elle aussi, son rôle dans Bosch : Legacy.

## Production

### Développement
En 2023, Amazon Studios annonce le développement d'une série centrée sur le personnage de Renée Ballard et basée sur les romans L'Étoile du désert (Desert Star) et Les Ténèbres et la Nuit (The Dark Hours) de Michael Connelly . En novembre 2023, Prime Video commande une série de 10 épisodes avec comme producteurs Michael Connelly, Michael Alaimo, et Kendall Sherwood, ces deux dernier sont également les showrunners de la série. Du côté de Fabel Entertainment, Henrik Bastin et Melissa Aouate sont désignés comme producteurs délégués et Jasmine Russ comme coproductrice déléguée. Jamie Boscardin Martin et Trey Batchelor sont également coproducteurs délégués. Et pour Hieronymus Pictures, c'est Theresa Snider qui sert de coproductrice déléguée,. En 2024, Trish Hofmann rejoint la production de la série. En mai 2024, c'est Jet Wilkinson qui rejoint la production de la série en tant que réalisateur et producteur,. En mai 2025, Prime Video fixe la diffusion de la série au 9 juillet 2025 et révèle, par la même occasion, son titre : Ballard. Le 10 juin 2025, Prime Video diffuse la bande annonce de la série.

### Attribution des rôles
En mars 2024, Maggie Q est présentée comme tête d'affiche pour la série interprétant ainsi l'inspectrice Renée Ballard, personnage qu'elle incarne également dans la troisième saison de la série Bosch: Legacy,. Titus Welliver reprend également le rôle de Harry Bosch pour quelques épisodes. En juillet 2024, Courtney Taylor est annoncée dans le rôle de Samira Parker et John Carroll Lynch dans celui de Thomas Laffont. En août 2024, la distribution principale accueille Michael Mosley, Rebecca Field, Victoria Moroles et Amy Hill dans les rôles respectifs de Ted Rawls, Colleen Hatteras, Martina Castro et Tutu. Toujours en août, sont introduits comme acteurs récurrents Ricardo Chavira, Noah Bean, Alain Uy et Hector Hugo, respectivement Robert Olivas, Jake Pearlman, Nelson Hastings et le capitaine Berchem.

### Tournage
Le tournage a lieu à Los Angeles en Californie, il débute fin juillet 2024 et s'achève mi-novembre,. Pour différencier cette série des deux précédentes, l'auteur-producteur Michael Connelly précise que l'équipe a tourné dans les lieux autour de Los Angeles qui n'avaient pas encore été utilisés dans ces deux séries : « Lorsque l'on tournait Bosch, on essayait de ne jamais aller à l'ouest de La Brea. Dans Ballard, on essaie de ne jamais aller à l'est de La Brea. » L'action se déroule ainsi dans des zones comme Pacific Coast Highway, Culver City, Marina del Rey, Santa Monica et Venice Beach.

### Fiche technique
Sauf indication contraire, les informations mentionnées dans cette section peuvent être confirmées par la base de données cinématographiques IMDb,  présente dans la section « Liens externes ».
- Titre original : Ballard
- Développement : Michael Connelly, Michael Alaimo et Kendall Sherwood
- Photographie : Gavin Kelly et Cynthia Pusheck
- Direction artistique : Ray Yamagata
- Décors : Dorit Hurst
- Costumes : Caroline B. Marx
- Casting : Richard Hicks
- Montage : Sharidan Sotelo, Avril Beukes, Eli Nilsen et Augie Robles
- Musique : Jeff Russo
- Producteur délégués : Michael Alaimo, Melissa Aouate, Henrik Bastin, Michael Connelly, Trish Hofmann et Jet Wilkinson
- Sociétés de production : Amazon MGM Studios, Fabel Entertainment et Hieronymus Pictures
- Sociétés de distribution : Prime Video
- Pays de production :  États-Unis
- Langue originale : anglais
- Format : Couleur
- Genre : Drame, thriller, policier

## Épisodes
Tous les épisodes de la série sont diffusés dès le 9 juillet 2025 sur Prime Video.
1. La Bibliothèque des âmes perdues (Library of Lost Souls)
2. Une aiguille dans une botte de foin (Haystacks)
3. Bloquée dans le passé (BYOB)
4. Terrain miné (Landmines)
5. Caché dans l'ombre (What's Done in the Dark)
6. Sous la surface (Beneath the Surface)
7. Carrefour (Fork in the Road)
8. Dernier appel (Last Call)
9. Dommage collatéral (Collateral)
10. Terminus (End of the Line)

### Accueil
Sur l’agrégateur de critiques Rotten Tomatoes, la série obtient 100 % d'avis favorables pour 18 critiques. Le consensus critique du site est le suivant : « Une série policière captivante avec une actrice principale magnétique, Maggie Q, Ballard est une série digne de Bosch qui possède ses propres atouts uniques. ». Sur Metacritic, qui utilise une moyenne pondérée, lui attribue une note de 81 sur 100 sur la base de 6 critiques, indiquant une « acclamation universelle ». Sur Allociné, la série reçoit une note de 3,5/5 basée sur 121 critiques. Sur l'Internet Movie Database, la série atteint une note de 7,7/10 avec 11 000 critiques.